# Astragalus dactylocarpus
Astragalus dactylocarpus är en ärtväxtart som beskrevs av Pierre Edmond Boissier. Astragalus dactylocarpus ingår i släktet vedlar, och familjen ärtväxter.

## Underarter
Arten delas in i följande underarter:
- A. d. acinaciferus
- A. d. dactylocarpus